# Sals bioquímiques minerals
En medicina alternativa, les sals bioquímiques minerals són productes homeopàtics basats en compostos inorgànics presents en les cèl·lules de l'organisme humà. La teràpia amb sals minerals va ser desenvolupada pel doctor alemany Wilhelm Heinrich Schüßler (1821-1898).